# Jyoti Rumavat
Jyoti Rumawat (en hindi : ज्योति रुमावती) est une joueuse de hockey sur gazon indienne. Elle évolue au poste de milieu de terrain au Indian Oil Corporation Ltd. et avec l'équipe nationale indienne,.

## Biographie
Jyoti est née le 11 décembre 1999 à Sonipat dans l'état d'Haryana.

## Carrière
Elle a fait ses débuts en équipe première en avril 2019 à Kuala Lumpur lors d'un quintuple match amical contre la Malaisie.

## Palmarès
- : 2e aux finales des Hockey Series 2018-2019.
- : 3e à la Ligue professionnelle 2021-2022.
- : 3e à la Coupe d'Asie 2022[3],[4].